# Позднеимбрийская эпоха
Позднеимбрийская эпоха — эпоха геологической истории Луны, вторая часть имбрийского периода. Началась 3,80 млрд лет назад и продолжалась 600 млн лет. Начало эпохи связано с образованием бассейна Моря Восточного. В этот период происходили наибольшие излияния лавы на лунную поверхность, появлялось большинство вулканических кратеров и вулканов в морях и на материках.
К этой эпохе также относится группа кратеров, сходных с кратером Архимед, которые образовались после формирования бассейнов Моря Дождей и Моря Восточного, но до заполнения их базальтами или синхронно с излияниями. Поэтому эту эпоху также называют архимедовской эпохой.